# José Mota Freitas
José António Fonseca da Mota Freitas (1939 – 14 de janeiro de 2017) foi um engenheiro português.

## Biografia; obra
José Mota Freitas é considerado um dos maiores nomes da engenharia nacional, tendo sido autor do projeto estrutural da Basílica da Santíssima Trindade, obra pela qual lhe foi atribuído o Prémio Secil de Engenharia Civil 2007 e também, o prémio «Outstanding Structure 2009» (Estrutura Notável 2009), pela Associação Internacional para a Engenharia de Pontes e Estruturas – IABSE (este prémio é considerado como o Nobel da Engenharia Civil, por representar o reconhecimento das mais notáveis, inovadoras, criativas ou estimulantes estruturas nos últimos anos). Em janeiro de 2011 a Ordem dos Engenheiros – Região Norte atribuiu-lhe a Medalha de Ouro.
"Distinguido com diversos outros galardões ao longo do seu percurso profissional, [...] foi uma referência para várias gerações de profissionais pela carreira de mais de 40 anos como docente na Faculdade de Engenharia da Universidade do Porto", onde foi professor catedrático convidado. José Mota Freitas integrou também, desde 1968, o Gabinete de Estudos ETEC, empresa de que foi sócio e onde desenvolveu uma intensa atividade enquanto projetista. Entre muitos outros projetos, coordenou obras de relevo como o Centro Pastoral Paulo VI (cobertura do auditório), em 1979; o projeto de estruturas do Pavilhão do Futuro, integrado no Parque Expo 98, em 1995; o Silo Auto da Trindade, em 2000; as Estruturas Metálicas do Hotel Sheraton, no Porto, em 2001; as Estruturas Metálicas da sede do Banco de Portugal, em Lisboa.